# Steigen
Steigen é uma comuna da Noruega, com 1 012 km² de área e 2 863 habitantes (censo de 2004).   

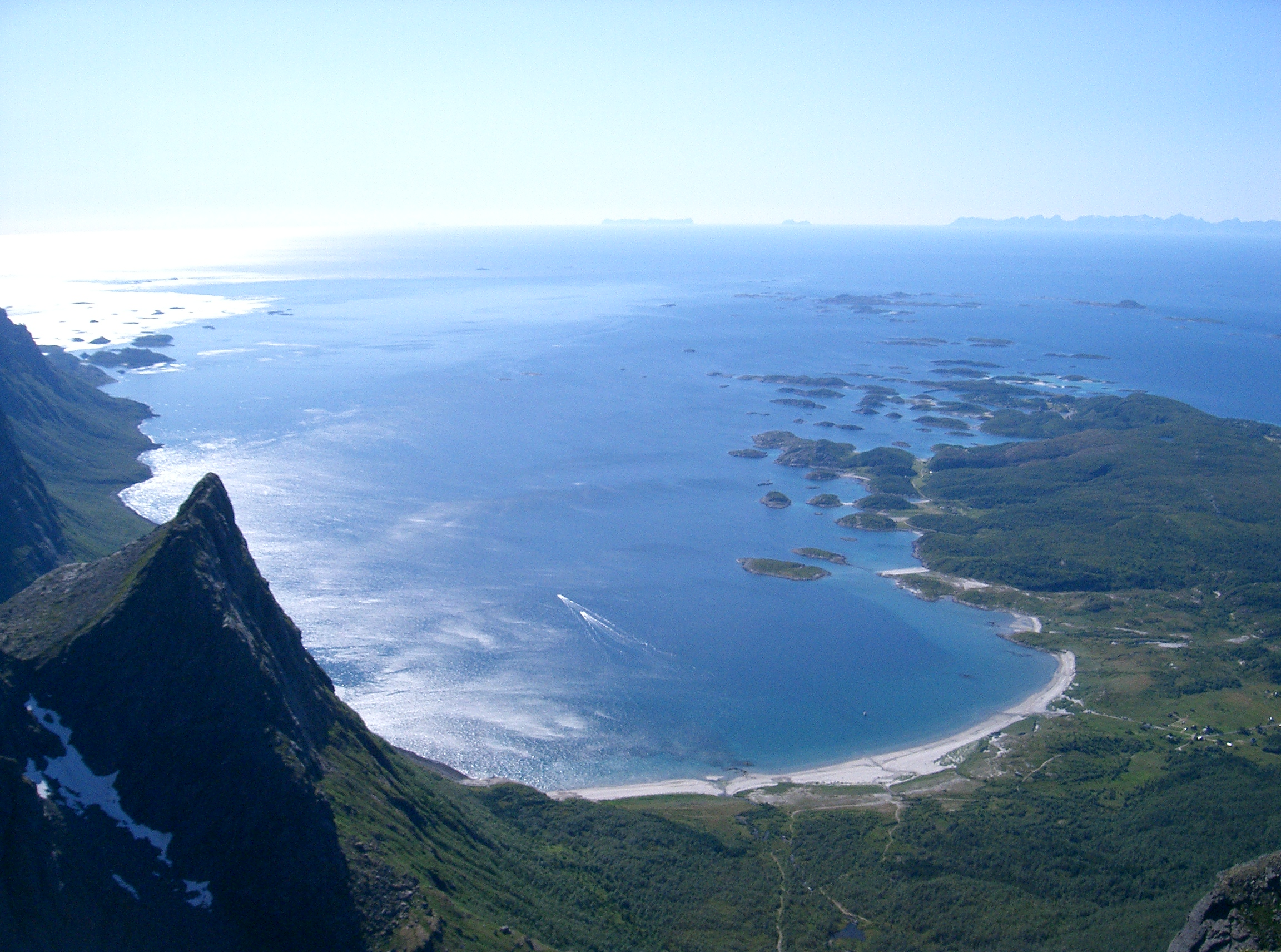
Brennviksanden, Steigen